# Torre civica del Belvedere
La Torre civica del Belvedere o dei Bressani è un edificio storico della città di Mondovì, in provincia di Cuneo.

## Storia e caratteristiche
Simbolo della città, la torre civica si trova sulla sommità della collina del rione Piazza, la parte alta di Mondovì.

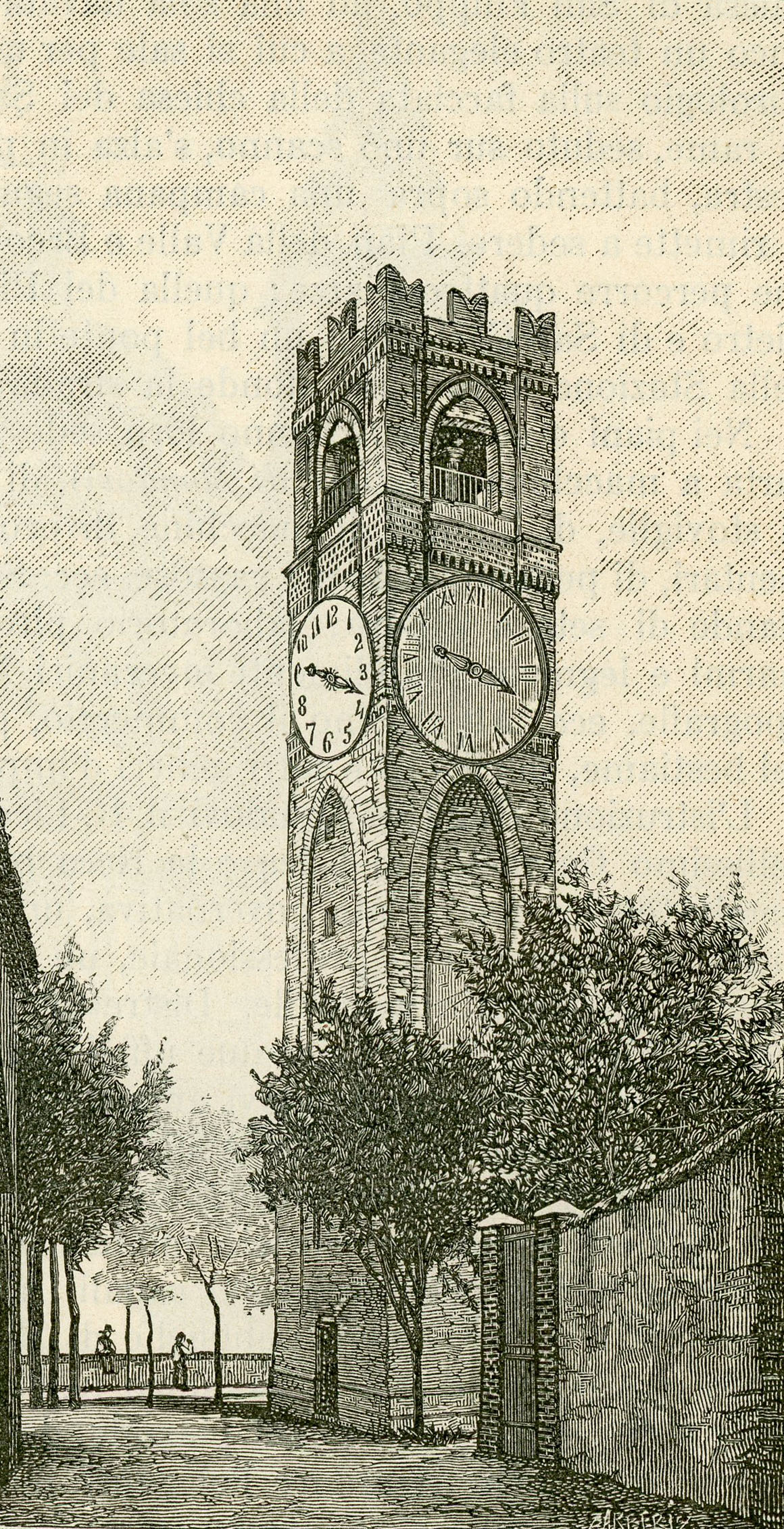
Xilografia della torre, 1891.

La struttura è stata originariamente edificata nel XIV secolo come campanile dell’antica chiesa di Sant’Andrea e lo è stato fino al suo abbattimento per volontà di Napoleone Bonaparte nel 1802. Successivamente la torre è stata denominata "dei Bressani" dal nome dell’importante famiglia che la utilizzò come simbolo di prestigio e potere, vista la sua posizione strategica che permette di avere un panorama spettacolare sulla Langa, la pianura e le Alpi e sull'abitato.

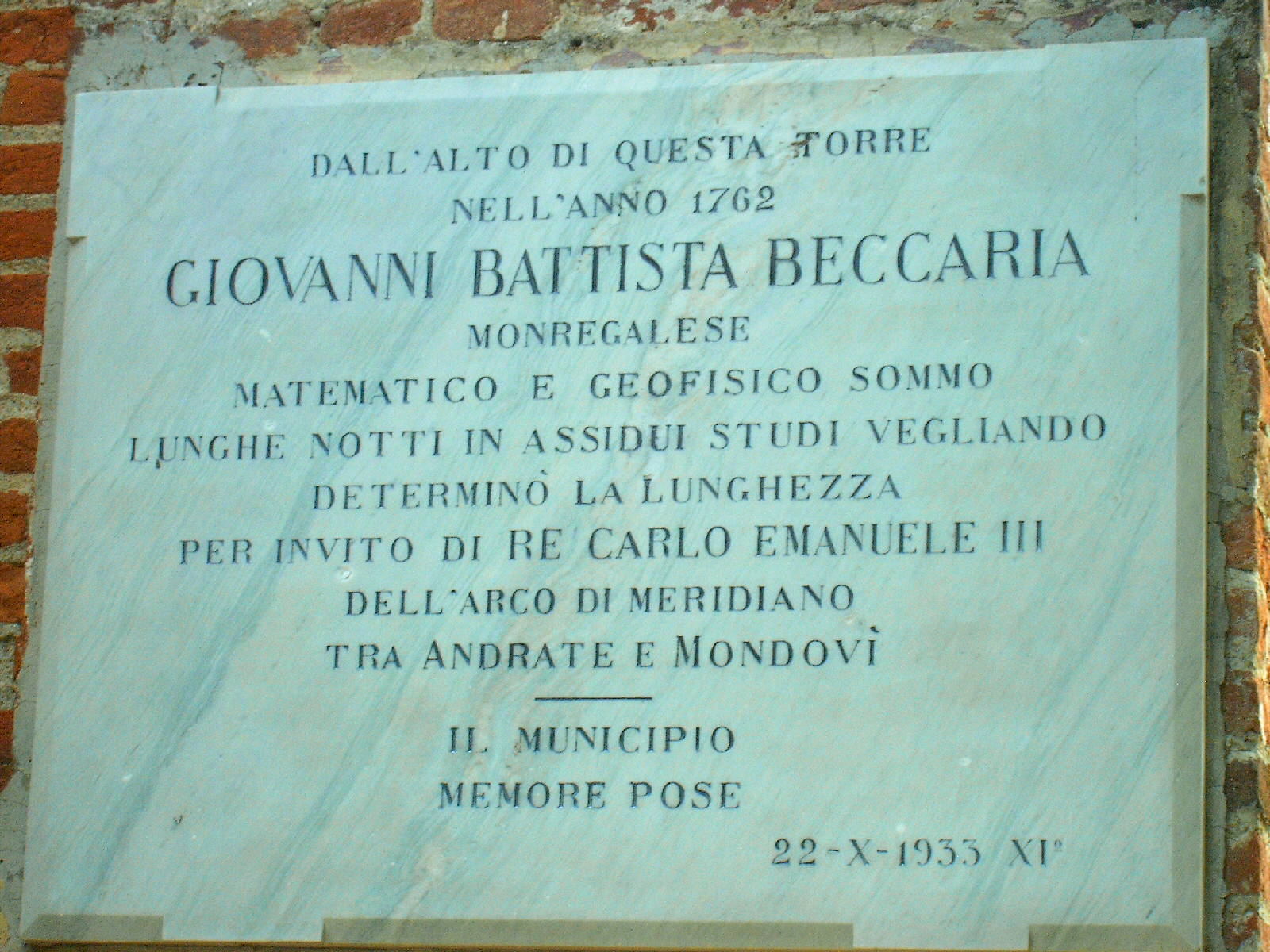
La lapide dedicata a Giovanni Battista Beccaria, 22 dicembre 1933.

Dal 1933, sul lato est della Torre, è ospitata una lapide dedicata al geofisico mondovita Giovanni Battista Beccaria, che nel 1762 la utilizzò come punto trigonometrico per la determinazione dell’arco meridiano passante per il Piemonte (fra Andrate e Mondovì).
Al suo interno ospita una sezione del "Parco del Tempo", che permette di scoprire varie tipologie di orologi da campanile, tra cui quello della Torre, ideato nel 1859, che ha la caratteristica di far muovere su ognuno dei quattro lati della torre una lancetta singola, quest'ultima lunga circa due metri.
Tra il 1935 e il 1937 sono state poste alcune tavole di marmo sul parapetto volte ad aiutare l'orientamento sulla linea dell’orizzonte. All'ingresso vi è una piccola costruzione in stile neogotico che ospita una stazione meteorologica dell'Aeronautica Militare.
A circondare la struttura vi sono i Giardini del Belvedere, nati per l’Esposizione Floreale del 1903, nella quale sono stati installati tre nuovi orologi solari: una meridiana analemmatica, un orologio orizzontale a tempo vero locale combinato con un equatoriale che indica il tempo medio dell’Europa centrale (UTC+1) e un orologio a gnomone conico per le ore italiche e babilonesi.